# Pierre Ramadier
Pierre Louis Ramadier (ur. 18 lutego 1902 w Lunel, zm. 11 czerwca 1983 w Lodève) – francuski lekkoatleta, tyczkarz, medalista mistrzostw Europy w 1938, olimpijczyk z Amsterdamu (1928) i z Berlina (1936).
Wystąpił na igrzyskach olimpijskich w 1928 w Amsterdamie, lecz odpadł w kwalifikacjach nie zaliczywszy żadnej wysokości. Na mistrzostwach Europy w 1934 w Turynie zajął 5. miejsce, a na igrzyskach olimpijskich w 1936 w Berlinie 17.–23. miejsce.
Zdobył brązowy medal na mistrzostwach Europy w 1938 w Paryżu, przegrywając jedynie z Karlem Sutterem z Niemiec i Bo Ljungbergiem ze Szwecji, a wyprzedzając Wilhelma Schneidera z Polski.
Ramadier był mistrzem Francji w skoku o tyczce w latach 1928–1932, 1934, 1936–1939 i 1942, wicemistrzem w tej konkurencji w 1926 i 1935 oraz brązowym medalistą w 1925 i 1933.
Był pierwszym francuskim tyczkarzem, który pokonał wysokość 4 metrów (4,035 m osiągnięte 31 maja 1931 w Paryżu). Pięciokrotnie poprawiał rekord Francji w skoku o tyczce, doprowadzając go do wyniku 4,07 m, uzyskanego 30 sierpnia 1931 w Paryżu. Rekord ten został poprawiony dopiero w 1948 przez Victora Sillona.